# Cafué

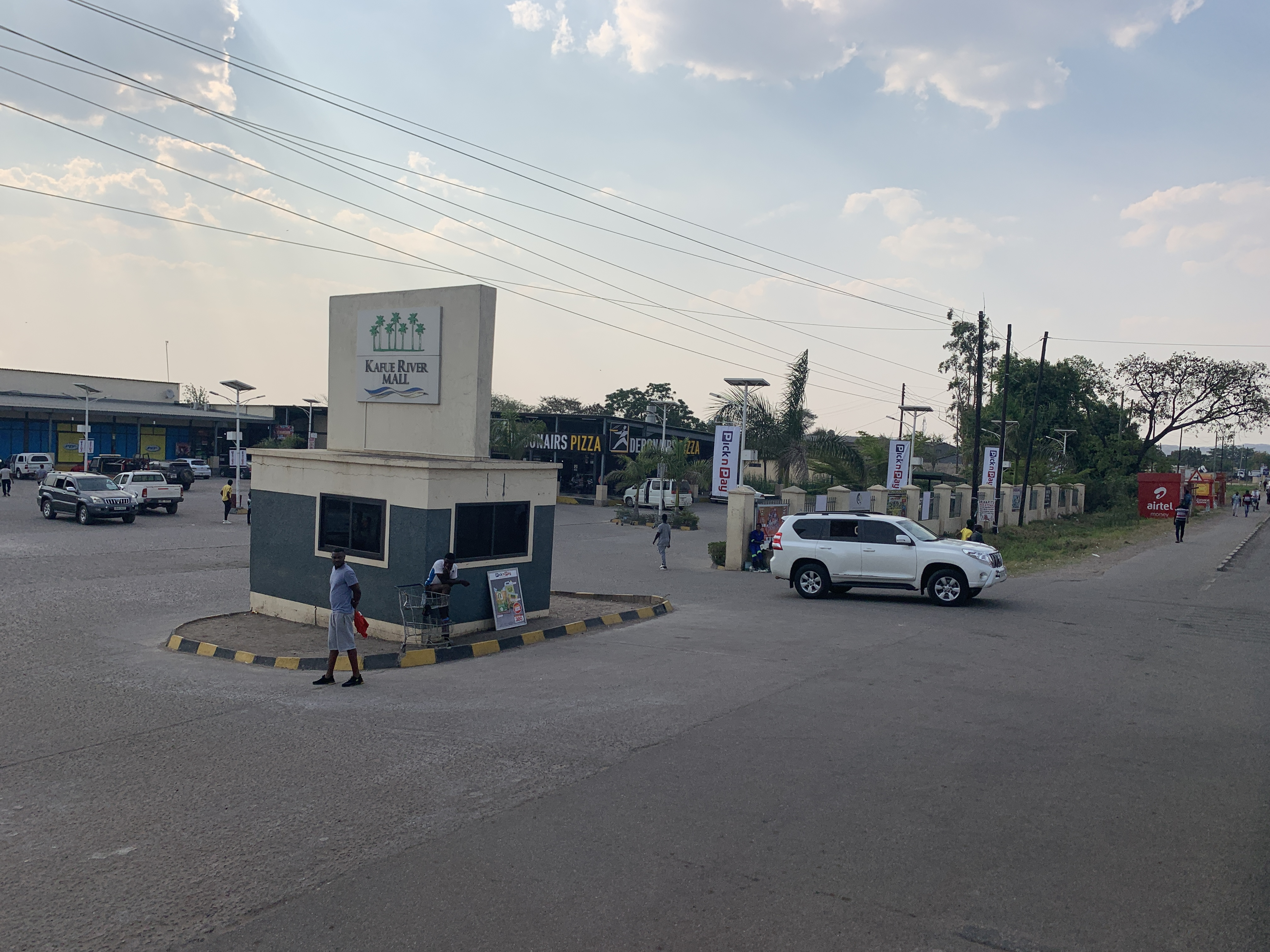
Cafué

Cafué (Kafue) é uma cidade e um distrito da Zâmbia, localizados na província de Lusaca.